# هوشونج
الهوشونج هو مدفع بدائي لة انبوب ظهر لأول مرة في الصين في عصر اسرة سونج وكان يصنع من الخيزران ثم استبدل بعد ذلك بالبرونز في نهاية القرن 13 وبداية القرن 14.